# B-1 Hrvatska košarkaška liga 1992./93.
B-1 liga za 1992./93. je predstavljala treći rang košarkaškog prvenstva Hrvatske. Igralo se u četiri skupine - Istok, Centar, Zapad i Jug, a prvaci skupina su igrali završni turnir za prvaka.

## Ljestvice

### Završni turnir
| mj | klub                    | ut | pob | por | koš+ | koš- | bod |
| -- | ----------------------- | -- | --- | --- | ---- | ---- | --- |
| 1. | Kraljevica (Kraljevica) | 3  | 3   | 0   | 280  | 256  | 6   |
| 2. | Mladost (Zagreb)        | 3  | 2   | 1   | 250  | 248  | 5   |
| 3. | Amfora (Makarska)       | 3  | 1   | 2   | 257  | 266  | 4   |
| 4. | Požega (Požega)         | 3  | 0   | 3   | 256  | 273  | 3   |

## Poveznice
- A-1 liga 1992./93.
- A-2 liga 1992./93.
- Košarkaški Kup Hrvatske 1992./93.